# EoL-1
EoL-1是人類嗜酸性粒細胞白血病細胞系。在正常培養條件下具有成肌細胞 (myoblast) 的細胞學特徵，並且通過多種刺激在表型及功能上分化為嗜酸性粒細胞。EoL-1細胞對於分析白血病細胞分化和惡性嗜酸性粒細胞特性的研究特別有用。

## 科研用途
有研究指出EoL-1細胞會被布拉地新（Bucladesine）誘導進行細胞分化，分化為含嗜酸性液泡的細胞，並且表達着白血球介素3、顆粒白血球-巨噬細胞集落刺激因子受體CD95及CD49d。 EoL-1細胞的分化往往會伴隨著嗜伊紅性白血球陽離子蛋白合成的增加。因此，EoL-1細胞是研究人類嗜酸性粒細胞功能及其調控的有用體外模型。2008年，有研究人員發現三丁基錫會令EoL-1細胞的活性以劑量依賴性的形式降低，甚至會顯著降低EoL-1細胞與人類成纖維細胞之間的黏附力，並且抑制其在成纖維細胞表面的遷移能力。

## 外部連結
- Cellosaurus entry for EoL-1（页面存档备份，存于）